# Advocate Bay
Advocate Bay – zatoka (ang. bay) kanału morskiego Minas Channel w kanadyjskiej prowincji Nowa Szkocja, w hrabstwie Cumberland; nazwa urzędowo zatwierdzona 2 czerwca 1944.